# HC Liempde
HC Liempde is een Nederlandse hockeyclub uit de Noord-Brabantse plaats Liempde (gemeente Boxtel).
De club werd opgericht op 1 april 1977 en speelt op Sportpark Bolakkers waar ook een tennisvereniging is gevestigd. Het eerste herenteam kwam tussen het seizoen 2014/15 voor het laatst uit in de Derde klasse van de KNHB. Daarna speelde het eerste herenteam in de reserveklasse. Het eerste damesteam kwam in seizoen 2018/19 uit in de Vierde klasse van de KNHB. Daarna speelde ook het eerste damesteam een aantal seizoenen in de reserveklasse. In seizoen 2023/24 kwamen beide eerste teams van HC Liempde weer uit in de Vierde klasse van de KNHB.